# The Last Days on Mars
The Last Days on Mars (Alternativtitel Last Days on Mars) ist ein britisch-irischer Horror-Science-Fiction-Film aus dem Jahr 2013. Regie führte Ruairí Robinson. Das Drehbuch basiert auf der Kurzgeschichte The Animators von Sydney James Bounds.

## Handlung
Die sechsmonatige Marsmission Aurora 2 steht kurz vor dem Abschluss. In 19 Stunden soll die achtköpfige Bodenbesatzung zum Mutterschiff Aurora hochgeholt werden, um die Heimreise zur Erde anzutreten. Unter einem Vorwand verlässt der Astronaut Petrovic kurz vor Sonnenuntergang die Tantalus-Basis, um an einer Grabungsstätte weitere Bodenproben zu nehmen. Mit seinem Kollegen Harrington fährt er zum Zielpunkt, wird aber kurz nach Grabungsbeginn verschüttet.
In der Basis haben die übrigen Astronauten inzwischen herausgefunden, dass Petrovic auf eine bakterielle Lebensform gestoßen ist. Missionsleiter Brunel und Astronautin Dalby fahren ebenfalls zur Grabungsstätte; während Brunel und Harrington zurück zur Basis fahren, bleibt Dalby über Nacht vor Ort. Kurz bevor Brunel mit den weiteren Crewmitgliedern Campbell, Lane und Irwin wieder das Grabungsloch erreichen, meldet Dalby, dass jemand ihren Rover betreten hat. Die vier finden vor Ort Grabungsloch und Rover nur leer vor, Fußspuren führen jedoch Richtung Basis. Als Petrovic und Dalby die Basis erreichen, öffnet Harrington die Luftschleuse, wird jedoch direkt von Petrovic getötet, der genau wie Dalby unter Einfluss der Bakterien zu einem Zombie mutiert ist, der Nicht-Zombies erkennen kann und diese sofort angreift.
Die Wissenschaftlerin Aldrich kann zunächst vor den Angreifern fliehen. Als die vier im Rover wieder die Basis erreicht haben, wird Brunel von Petrovic mit einer Spitzhacke verletzt, zusammen mit Aldrich kann man sich in die separaten Hydrokulturen retten. Durch ihre Verletzungen sind Brunel und Harrington ebenfalls mit den Bakterien infiziert und mutieren; nicht mehr Herr seiner Sinne verletzt Brunel Irwin am Hals. Campbell will durch einen Tunnel zurück ins Hauptmodul gelangen, um von dort einen Notruf zum Mutterschiff zu senden. Während der Übertragung zerstört Harrington die Stromversorgung im Hauptmodul und verfolgt den flüchtenden Campbell bis in die Hydrokulturen. Als Harrington dort Aldrich bis in ein Labor jagt, verschließt Irwin die Tür, was für Aldrich den sicheren Tod bedeutet. Als die verbleibenden Campbell, Irwin und Lane zum Rover fliehen, wird Lane von Dalby mit einer Schere am Oberschenkel verletzt.
Man muss wegen Energiemangel den Rover wechseln, dabei lässt Irwin Campbell und die infizierte Lane zurück. Mit den letzten Energiereserven können die zwei den vorrückenden Angreifern entkommen, Lane verlässt über Nacht freiwillig den Rover, um Campbell zu schützen. Als er ihr folgt, tötet sie sich selbst durch Abnehmen des Schutzhelms. Die ankommende Landefähre kann von Campbell nicht rechtzeitig gewarnt werden, der Rettungstrupp wird von den einfallenden Zombies überwältigt. An Bord der Landefähre trifft Campbell den inzwischen auch mutierten Irwin wieder, der nach einem Kampf die Startsequenz aktiviert. Campbell kann Irwin ausschalten und durch die Luftschleuse ins All befördern, ist jedoch selbst im Gesicht verletzt worden. Zum Ende des Films treibt er ohne ausreichend Treibstoff in einem stabilen Marsorbit. Sollte die Infektion bei ihm ausbrechen, will er Richtung Mars steuern, um in der Atmosphäre zu verglühen.

### Synchronisation
Die Synchronisation übernahm die TaunusFilm GmbH Synchron Berlin. Die Dialogregie hatte Robin Kahnmeyer.
| Darsteller            | Deutscher Sprecher | Rollenname             |
| --------------------- | ------------------ | ---------------------- |
| Liev Schreiber        | Tobias Kluckert    | Vincent Campbell       |
| Elias Koteas          | Erich Räuker       | Charles Brunel         |
| Romola Garai          | Nana Spier         | Rebecca Lane           |
| Goran Kostic          | Viktor Neumann     | Marko Petrovic         |
| Johnny Harris         | Uwe Büschken       | Robert Irwin           |
| Tom Cullen            | Robin Kahnmeyer    | Richard Harrington     |
| Yusra Warsama         | Esra Vural         | Lauren Dalby           |
| Olivia Williams       | Anke Reitzenstein  | Kim Aldrich            |
| Patrick Joseph Byrnes | Oliver Siebeck     | Flight Commander Ellis |

## Kritik
“This smart thriller is a neo-zombie nightmare in space, set in the fascinatingly surreal landscape of the red planet.”

„Dieser smarte Thriller ist ein Neo-Zombie-Albtraum im Weltraum, angesiedelt in der faszinierend surrealen Landschaft des roten Planeten.“

## Hintergrund
- Die Dreharbeiten fanden von Mai bis Juli 2012 in Jordanien statt. Die heimische Flora wurde digital entfernt.
- Die digitale Nachbearbeitung entstand bei der in Dublin ansässigen Firma Screen Scene VFX, die u. a. auch bei der Produktion von Game of Thrones beteiligt ist.
- Das Budget betrug 10,8 Millionen US-Dollar. In den USA spielte der Film nur gut 24.000[3] US-Dollar und weltweit ca. 200.000 US-Dollar ein.
- In Deutschland wurde der Film erstmals am 19. Juli 2014 im Rahmen des Cinestrange Film Festivals gezeigt.